# Head over Heels (ABBA)
Head over Heels is een nummer van de Zweedse popgroep ABBA uit 1982. Het nummer werd uitgebracht als tweede single van hun achtste en laatste studio-album The Visitors. Op de B-kant van de single stond de titeltrack van het album.

## Geschiedenis
Head over Heels is geschreven door Benny Andersson en Björn Ulvaeus en de leadzang is van Agnetha Fältskog. Ze zingt in het nummer over haar "zeer goede vriendin" (in de videoclip gespeeld door Anni-Frid Lyngstad), een overactieve highsocietyvrouw die door alle winkels heen jaagt met haar uitgeputte man (gespeeld door Ulvaeus) die haar volgt. Tussendoor zijn fragmenten te zien van Andersson achter de toetsen.
Head over Heels werd alleen uitgebracht in Europa, met middelmatig succes. In de Verenigde Staten werd het nummer When All Is Said And Done uitgebracht, het laatste nummer van ABBA dat in de Billboard Hot 100 stond. In Japan werd gekozen voor het nummer Slipping Through My Fingers. Van dit nummer werd ook een Spaanse versie gemaakt, die de hitlijsten haalde in Spaanssprekende landen. Al deze singles zijn afkomstig van het album The Visitors.

## Ontvangst
Head over Heels had veel minder succes dan gebruikelijk voor ABBA. De populariteit van de groep ging al achteruit toen het nummer uitkwam. In het Verenigd Koninkrijk was het de eerste single die niet in de top 10 belandde sinds SOS in 1975. In totaal kwamen in dit land achttien singles van de groep opeenvolgend in de top 10, waarmee ze The Beatles evenaarden, die dit deden tussen 1964 en 1976. In Nederland kwam het nummer wel in de top 10, nadat het werd verkozen als Alarmschijf. Het was hiermee ABBA's zeventiende top 10-hit op rij in de Nederlandse hitlijsten. De onafgebroken reeks duurde al vanaf Fernando uit 1976. Na Head over Heels zouden nog twee top 10-hits volgen: The Day Before You Came en Under Attack.
In de Nationale Hitparade stond het nummer één week op de eerste plaats. In deze lijst was het de laatste nr.1-hit van ABBA. In de Top 100-jaarlijst van 1982 kwam het terecht op plaats 77.

## Hitnoteringen

### Nederlandse Top 40
| Hitnotering: 20-02-1982 t/m 27-03-1982 | Hitnotering: 20-02-1982 t/m 27-03-1982 | Hitnotering: 20-02-1982 t/m 27-03-1982 | Hitnotering: 20-02-1982 t/m 27-03-1982 | Hitnotering: 20-02-1982 t/m 27-03-1982 | Hitnotering: 20-02-1982 t/m 27-03-1982 | Hitnotering: 20-02-1982 t/m 27-03-1982 | Hitnotering: 20-02-1982 t/m 27-03-1982 |
| Week                                   | 1                                      | 2                                      | 3                                      | 4                                      | 5                                      | 6                                      |                                        |
| -------------------------------------- | -------------------------------------- | -------------------------------------- | -------------------------------------- | -------------------------------------- | -------------------------------------- | -------------------------------------- | -------------------------------------- |
| Nummer                                 | 20                                     | 7                                      | 4                                      | 4                                      | 13                                     | 33                                     | uit                                    |

### NederlandseSingle Top 100
| Hitnotering: 20-02-1982 t/m 03-04-1982 | Hitnotering: 20-02-1982 t/m 03-04-1982 | Hitnotering: 20-02-1982 t/m 03-04-1982 | Hitnotering: 20-02-1982 t/m 03-04-1982 | Hitnotering: 20-02-1982 t/m 03-04-1982 | Hitnotering: 20-02-1982 t/m 03-04-1982 | Hitnotering: 20-02-1982 t/m 03-04-1982 | Hitnotering: 20-02-1982 t/m 03-04-1982 | Hitnotering: 20-02-1982 t/m 03-04-1982 |
| Week                                   | 1                                      | 2                                      | 3                                      | 4                                      | 5                                      | 6                                      | 7                                      |                                        |
| -------------------------------------- | -------------------------------------- | -------------------------------------- | -------------------------------------- | -------------------------------------- | -------------------------------------- | -------------------------------------- | -------------------------------------- | -------------------------------------- |
| Nummer                                 | 17                                     | 1                                      | 3                                      | 3                                      | 10                                     | 12                                     | 39                                     | uit                                    |

### NPO Radio 2 Top 2000
| Nummer met noteringen in de NPO Radio 2 Top 2000 | '04  | '05  | '06  | '07  | '08  | '09  |
| ------------------------------------------------ | ---- | ---- | ---- | ---- | ---- | ---- |
| Head over Heels                                  | 1495 | 1607 | 1722 | 1478 | 1766 | 1989 |

1. ↑  Een vetgedrukt getal geeft de hoogste notering aan.
2. ↑  2004 was het eerste jaar met een notering voor dit nummer.
3. ↑  Deze tabel is bijgewerkt tot en met de laatste editie (2024).